# FC Santos Tartu
 FC Santos Tartu (Tartu Jalgpalliklubi Santos) ist ein estnischer Fußballverein aus Tartu, der in der 2. Liga spielt.

## Geschichte
Der Verein wurde 2006 als Fußballabteilung von Tartu Välk 494 gegründet und verselbständigte sich 2008 unter dem jetzigen Namen. In der Saison 2013/14 erreichte das Team das Pokalfinale, verlor aber mit 0:4 gegen den FC Levadia Tallinn. Da der Sieger auch für die Champions League qualifiziert war, konnte Santos Tartu an der Europa League teilnehmen.
2014 stieg das Team von der 3. Liga in die 2. Liga auf. Im Jahr 2019 löste sich die erste Mannschaft auf  und betreibt nur noch Jugendmannschaften. 

## Europapokalbilanz
| Saison  | Wettbewerb         | Runde                  | Gegner    | Gesamt | Hin     | Rück    |
| ------- | ------------------ | ---------------------- | --------- | ------ | ------- | ------- |
| 2014/15 | UEFA Europa League | 1. Qualifikationsrunde | Tromsø IL | 01:13  | 0:7 (H) | 1:6 (A) |

Gesamtbilanz: 2 Spiele, 2 Niederlagen, 1:13 Tore (Tordifferenz −12)